# Systremma peruviensis
Systremma peruviensis är en fjärilsart som beskrevs av Paul Dognin 1912. Systremma peruviensis ingår i släktet Systremma och familjen nattflyn. Inga underarter finns listade i Catalogue of Life.